# منتخب إيران لكرة القدم الشاطئية
منتخب إيران لكرة القدم الشاطئية (بالفارسية: تیم ملی فوتبال ساحلی ایران)، هو المنتخب الوطني لكرة القدم الإيرانية، بدأ نشاطه عام 2006م.
فازت إيران ببطولة آسيا لكرة القدم الشاطئية مرتين عام (2013، 2017) لتكون في المركز الثاني من حيث تحقيق البطولات بعد اليابان الحاصلة على 3 ألقاب. تأهلت إيران أيضًا إلى كأس العالم لكرة القدم الشاطئية سبع مرات من البطولات العشر التي أقيمت تحت إدارة الفيفا حتى عام 2019، ووصلت إلى الدور ربع النهائي في ثلاث مناسبات (2013، 2015، 2017)، وحصلت على المركز الثالث مرة واحدة (2017).وحصلت على كأس القارات لكرة القدم الشاطئية 3 مرات (2013، 2018، 2019).

## مشاركات دولية
إيران حاضرة في مشاركاتها الدولية، سواءاً كانت البطولات الرسمية أو الودية

### كأس العالم لكرة القدم الشاطئية
| كأس العالم لكرة القدم الشاطئية | كأس العالم لكرة القدم الشاطئية | كأس العالم لكرة القدم الشاطئية | كأس العالم لكرة القدم الشاطئية | كأس العالم لكرة القدم الشاطئية | كأس العالم لكرة القدم الشاطئية | كأس العالم لكرة القدم الشاطئية | كأس العالم لكرة القدم الشاطئية | كأس العالم لكرة القدم الشاطئية | كأس العالم لكرة القدم الشاطئية | كأس العالم لكرة القدم الشاطئية |
| السنة                          | أعلى مركز                      | لعب                            | فوز                            | فوز و.إ                        | فوز ر.ج                        | خسارة                          | له                             | عليه                           | الفرق                          | النقاط                         |
| ------------------------------ | ------------------------------ | ------------------------------ | ------------------------------ | ------------------------------ | ------------------------------ | ------------------------------ | ------------------------------ | ------------------------------ | ------------------------------ | ------------------------------ |
| 2005                           | لم تشارك                       | لم تشارك                       | لم تشارك                       | لم تشارك                       | لم تشارك                       | لم تشارك                       | لم تشارك                       | لم تشارك                       | لم تشارك                       | لم تشارك                       |
| 2006                           | الدور الأول                    | 3                              | 0                              | 0                              | 0                              | 3                              | 10                             | 18                             | -8                             | 0                              |
| 2007                           | الدور الأول                    | 3                              | 1                              | 0                              | 0                              | 2                              | 14                             | 14                             | 0                              | 3                              |
| 2008                           | الدور الأول                    | 3                              | 0                              | 0                              | 0                              | 3                              | 8                              | 16                             | -8                             | 0                              |
| 2009                           | لم تتأهل                       | لم تتأهل                       | لم تتأهل                       | لم تتأهل                       | لم تتأهل                       | لم تتأهل                       | لم تتأهل                       | لم تتأهل                       | لم تتأهل                       | لم تتأهل                       |
| 2011                           | الدور الأول                    | 3                              | 0                              | 0                              | 0                              | 3                              | 13                             | 17                             | -4                             | 0                              |
| 2013                           | ربع النهائي                    | 4                              | 1                              | 0                              | 0                              | 3                              | 13                             | 16                             | -3                             | 3                              |
| 2015                           | ربع النهائي                    | 4                              | 2                              | 0                              | 0                              | 2                              | 16                             | 16                             | 0                              | 6                              |
| 2017                           | المركز الثالث                  | 6                              | 2                              | 1                              | 1                              | 2                              | 21                             | 18                             | +3                             | 9                              |
| 2019                           | لم تتأهل                       | لم تتأهل                       | لم تتأهل                       | لم تتأهل                       | لم تتأهل                       | لم تتأهل                       | لم تتأهل                       | لم تتأهل                       | لم تتأهل                       | لم تتأهل                       |
| الإجمالي                       | 7/10                           | 26                             | 6                              | 1                              | 1                              | 18                             | 95                             | 115                            | -20                            | 21                             |

### كأس القارات لكرة القدم الشاطئية
| كأس القارات لكرة القدم الشاطئية | كأس القارات لكرة القدم الشاطئية | كأس القارات لكرة القدم الشاطئية | كأس القارات لكرة القدم الشاطئية | كأس القارات لكرة القدم الشاطئية | كأس القارات لكرة القدم الشاطئية | كأس القارات لكرة القدم الشاطئية | كأس القارات لكرة القدم الشاطئية | كأس القارات لكرة القدم الشاطئية | كأس القارات لكرة القدم الشاطئية | كأس القارات لكرة القدم الشاطئية |
| السنة                           | أعلى مركز                       | لعب                             | فوز                             | فوز و.إ                         | فوز ر.ج                         | خسارة                           | له                              | عليه                            | الفرق                           | النقاط                          |
| ------------------------------- | ------------------------------- | ------------------------------- | ------------------------------- | ------------------------------- | ------------------------------- | ------------------------------- | ------------------------------- | ------------------------------- | ------------------------------- | ------------------------------- |
| 2011                            | لم تتأهل                        | لم تتأهل                        | لم تتأهل                        | لم تتأهل                        | لم تتأهل                        | لم تتأهل                        | لم تتأهل                        | لم تتأهل                        | لم تتأهل                        | لم تتأهل                        |
| 2012                            | لم تتأهل                        | لم تتأهل                        | لم تتأهل                        | لم تتأهل                        | لم تتأهل                        | لم تتأهل                        | لم تتأهل                        | لم تتأهل                        | لم تتأهل                        | لم تتأهل                        |
| 2013                            | البطل                           | 5                               | 2                               | 0                               | 3                               | 0                               | 19                              | 17                              | +2                              | 9                               |
| 2014                            | المركز الرابع                   | 5                               | 2                               | 0                               | 0                               | 3                               | 12                              | 12                              | 0                               | 6                               |
| 2015                            | المركز الثالث                   | 5                               | 2                               | 0                               | 1                               | 2                               | 15                              | 15                              | 0                               | 7                               |
| 2016                            | الوصيف                          | 5                               | 3                               | 0                               | 1                               | 1                               | 23                              | 18                              | +5                              | 10                              |
| 2017                            | المركز الثالث                   | 5                               | 3                               | 0                               | 0                               | 2                               | 20                              | 15                              | +5                              | 9                               |
| 2018                            | البطل                           | 5                               | 5                               | 0                               | 0                               | 0                               | 22                              | 8                               | +14                             | 15                              |
| 2019                            | البطل                           | 5                               | 3                               | 0                               | 2                               | 0                               | 22                              | 14                              | +8                              | 11                              |
| الإجمالي                        | 7/9                             | 35                              | 20                              | 0                               | 7                               | 8                               | 133                             | 99                              | +34                             | 67                              |

### البطولة الآسيوية
بطولة آسيا لكرة القدم الشاطئية، شارك فيها إيران عدة بطولات وفازت بلقبين.
| بطولة آسيا لكرة القدم الشاطئية | بطولة آسيا لكرة القدم الشاطئية | بطولة آسيا لكرة القدم الشاطئية | بطولة آسيا لكرة القدم الشاطئية | بطولة آسيا لكرة القدم الشاطئية | بطولة آسيا لكرة القدم الشاطئية | بطولة آسيا لكرة القدم الشاطئية | بطولة آسيا لكرة القدم الشاطئية | بطولة آسيا لكرة القدم الشاطئية | بطولة آسيا لكرة القدم الشاطئية | بطولة آسيا لكرة القدم الشاطئية |
| السنة                          | أعلى مركز                      | لعب                            | فوز                            | فوز و.إ                        | فوز ر.ج                        | خسارة                          | له                             | عليه                           | الفرق                          | النقاط                         |
| ------------------------------ | ------------------------------ | ------------------------------ | ------------------------------ | ------------------------------ | ------------------------------ | ------------------------------ | ------------------------------ | ------------------------------ | ------------------------------ | ------------------------------ |
| 2006                           | المركز الثالث                  | 4                              | 2                              | 0                              | 0                              | 2                              | 19                             | 21                             | -2                             | 6                              |
| 2007                           | المركز الثالث                  | 4                              | 2                              | 0                              | 0                              | 2                              | 20                             | 15                             | +5                             | 6                              |
| 2008                           | المركز الثالث                  | 4                              | 2                              | 0                              | 0                              | 2                              | 11                             | 7                              | +4                             | 6                              |
| 2009                           | المركز الرابع                  | 5                              | 3                              | 0                              | 0                              | 2                              | 20                             | 12                             | +8                             | 9                              |
| 2011                           | المركز الثالث                  | 5                              | 3                              | 1                              | 0                              | 1                              | 23                             | 11                             | +12                            | 11                             |
| 2013                           | البطل                          | 5                              | 4                              | 0                              | 1                              | 0                              | 43                             | 13                             | +30                            | 13                             |
| 2015                           | المركز الثالث                  | 5                              | 4                              | 0                              | 0                              | 1                              | 29                             | 12                             | +17                            | 12                             |
| 2017                           | البطل                          | 5                              | 5                              | 0                              | 0                              | 0                              | 50                             | 11                             | +39                            | 15                             |
| 2019                           | ربع النهائي                    | 3                              | 1                              | 0                              | 0                              | 2                              | 10                             | 9                              | +1                             | 3                              |
| الإجمالي                       | 9/9                            | 40                             | 26                             | 1                              | 1                              | 12                             | 225                            | 111                            | +114                           | 81                             |

## وصلات خارجية
- FIFA.com profile